# Juegos Suramericanos de 1986
Los III Juegos Suramericanos (en portugués: Jogos Sul-Americanos) fueron un evento deportivo realizado en Santiago, Chile, con algunos eventos en Concepción y en Viña del Mar, entre el 28 de noviembre y el 8 de diciembre de 1986. 

## Elección de la sede
Estos juegos se organizaron por la Organización Deportiva Suramericana (Odesur). En un principio, la Odesur concedió el evento deportivo a Guayaquil y Quito en Ecuador, pero dicho país desistió de organizarlos y posteriormente fueron propuestos a Uruguay, el cual también desistió de dicha oferta en febrero de 1986, siendo finalmente trasladados a Chile cuando el presidente del Comité Olímpico de Chile, Juan Carlos Esguep, confirmó dicha situación el 6 de marzo.

## Equipos participantes
En esta oportunidad a la competición asistieron los mismos equipos que participaron en la edición anterior.

## Deportes
En esta oportunidad se retiraron la modalidad del baloncesto, béisbol, natación, patinaje, tenis de mesa y voleibol, pero por el otro lado se estrenaron las modalidades de arquería, bolos, deportes acuáticos y taekwondo. En total de disputaron 17 modalidades. Es de notar que la modalidad de deportes acuáticos de la tercera edición de los juegos incluye natación y nado sincronizado.
Fue muy reconocido el fútbol en este evento ya que asistieron atletas que en el futuro han sido de renombre internacional. Entre ellos los argentinos Sergio Goycochea y Claudio Caniggia quien fueron subcampeones en la Copa Mundial de Fútbol de 1990. Además asistió el brasileño Carlos Caetano Bledorn Verri, "Dunga" quien llegó a ser campeón en la Copa Mundial de Fútbol de 1994 y subcampeón en la Copa Mundial de Fútbol de 1998. En este evento el equipo argentino de fútbol obtuvo la medalla de oro, mientras que Brasil se adjudicó la medalla de bronce. La medalla de plata fue para Colombia que solo participó en los juegos en la disciplina del fútbol.
| - Arquería - Atletismo - Bolos - Boxeo - Ciclismo | - Deportes acuáticos - Esgrima - Fútbol - Gimnasia artística | - Judo - Levantamiento de pesas - Lucha - Remo | - Taekwondo - Tenis - Tiro olímpico - Vela |

## Medallero
Argentina una vez más se impuso en el liderato del medallero. A pesar de que Chile obtuvo en total una mayor cantidad de medallas, este quedó en segundo lugar por su número de medallas de oro. El tercer lugar se lo adjudicó Uruguay siendo su mejor clasificación en estos eventos.
La tabla se encuentra ordenada por la cantidad de medallas de oro, plata y bronce.
Si dos o más países igualan en medallas, aparecen en orden alfabético.
Fuente: Organización Deportiva Suramericana (ODESUR). País anfitrión en negrilla.
| Núm.  | País      | Oro | Plata | Bronce | Total | Orden por Total |
| ----- | --------- | --- | ----- | ------ | ----- | --------------- |
| 1     | Argentina | 80  | 44    | 45     | 169   | 2               |
| 2     | Chile     | 50  | 66    | 60     | 176   | 1               |
| 3     | Uruguay   | 17  | 15    | 12     | 44    | 5               |
| 4     | Ecuador   | 16  | 17    | 25     | 58    | 4               |
| 5     | Brasil    | 14  | 10    | 12     | 36    | 6               |
| 6     | Perú      | 13  | 26    | 35     | 74    | 3               |
| 7     | Bolivia   | 2   | 2     | 6      | 10    | 7               |
| 8     | Paraguay  | 1   | 6     | 8      | 15    | 8               |
| 9     | Colombia  | 0   | 1     | 1      | 2     | 9               |
| 10    | Venezuela | 0   | 1     | 0      | 1     | 10              |
| TOTAL | TOTAL     | 193 | 188   | 204    | 585   |                 |

| Predecesor: Rosario 1982 | Juegos Suramericanos Santiago de Chile 1986 | Sucesor: Lima 1990 |